# Sant'Andrea (Marciana)
Sant'Andrea è una località balneare nel territorio comunale di Marciana, ed una delle maggiori località turistiche dell'isola d'Elba.

## Etimologia
La località venne citata dal 1182 negli Annales Pisani di Bernardo Maragone come Caput Sancti Andree de Ilba, ed è verosimile che tale toponimo facesse riferimento ad una prima fase costruttiva della cappella intitolata all'apostolo Andrea che oggi si trova all'interno dell'abitato, la cui origine potrebbe derivare da quell'intitolazione di «protettore dei naviganti» data tradizionalmente allo stesso apostolo.

## Ambiente
L'elemento che maggiormente contraddistingue il luogo è la scogliera del Capo Sant'Andrea, che si snoda con un susseguirsi di formazioni monzogranitiche denominate Cote Piane. Immediatamente ad ovest del Capo Sant'Andrea si trova l'insenatura di Cadicarletto (ossia Cala di Carletto) con la formazione rocciosa del Papa (semidistrutta da una mareggiata nel dicembre 1980), la Grotta del Papa e la Grotta dell'acqua dentro. Ad est del Capo Sant'Andrea si apre nella scogliera una piccola grotta marina chiamata Chiesa degli Ebrei.

## Storia
Frequentata sin dal Paleolitico, l'area di Sant'Andrea conserva importanti testimonianze dell'età etrusco-romana come notevoli quantità di scorie di riduzione ferrosa. Ad età romana (I secolo a.C.) risalgono i due relitti di Sant'Andrea.
Il 13 luglio 1162, al largo del Capo di Sant'Andrea, si svolse uno scontro navale tra pisani e genovesi; successivamente, il 22 aprile del 1519, un inseguimento navale tra Andrea Doria e Kurtoğlu Muslihiddin Reis vide protagonista lo specchio di mare antistante. Sulla punta del promontorio esiste tuttora un caseggiato che originariamente costituiva la Guardia di Sant'Andrea, un piccolo presidio militare nato nel XVI secolo come postazione contro i turchi ed utilizzato sino alla metà del XIX secolo con una batteria munita di due cannoni. Nel 1741 a Sant'Andrea venne realizzato un altro piccolo edificio religioso intitolato a San Gaetano da Thiene.
Il 20 novembre 1943 Sant'Andrea fu interessata da un rastrellamento (che coinvolse anche i paesi di Poggio, Marciana e San Piero in Campo) organizzato dalla Wehrmacht.
A breve distanza da Sant'Andrea si trova l'abitato della Zanca, documentato dal XVI secolo; la sua etimologia potrebbe derivare dal longobardo zanka, col significato di «tenaglia»; nei pressi esiste la località marittima del Cotoncello, toponimo attestato anch'esso dal XVI secolo e derivante dal termine elbano cote (latino cos-cotis) nel senso di «grosso masso».